# Air Ukraine
Air Ukraine (en ukrainien : Авіалінії України) est une ancienne compagnie aérienne nationale ukrainienne, dont le siège se situait à Kiev. Durant son existence, la compagnie exploitait des vols intérieurs et internationaux, ainsi que des services de fret, principalement vers les autres pays de la CEI et vers l'Europe. Air Ukraine fut également l'une des dernières compagnies  aériennes à utiliser des Iliouchine Il-62 pour des vols transatlantiques.

## Histoire
La compagnie est créée et commence ses opérations en 1992, après l'accession de l'Ukraine à l'indépendance. Elle est issue de la branche ukrainienne de la compagnie soviétique Aeroflot.
Après des nombreuses années de difficultés financières, elle est déclarée en cessation de paiements par son propriétaire, l'État ukrainien en décembre 2002 et cesse donc ses activités.
Peu après, un plan de restructuration est envisagé, avec notamment la fusion de Air Ukraine avec Aerosvit Airlines et Ukraine International Airlines. Mais ce projet n'aboutit pas.

## Flotte

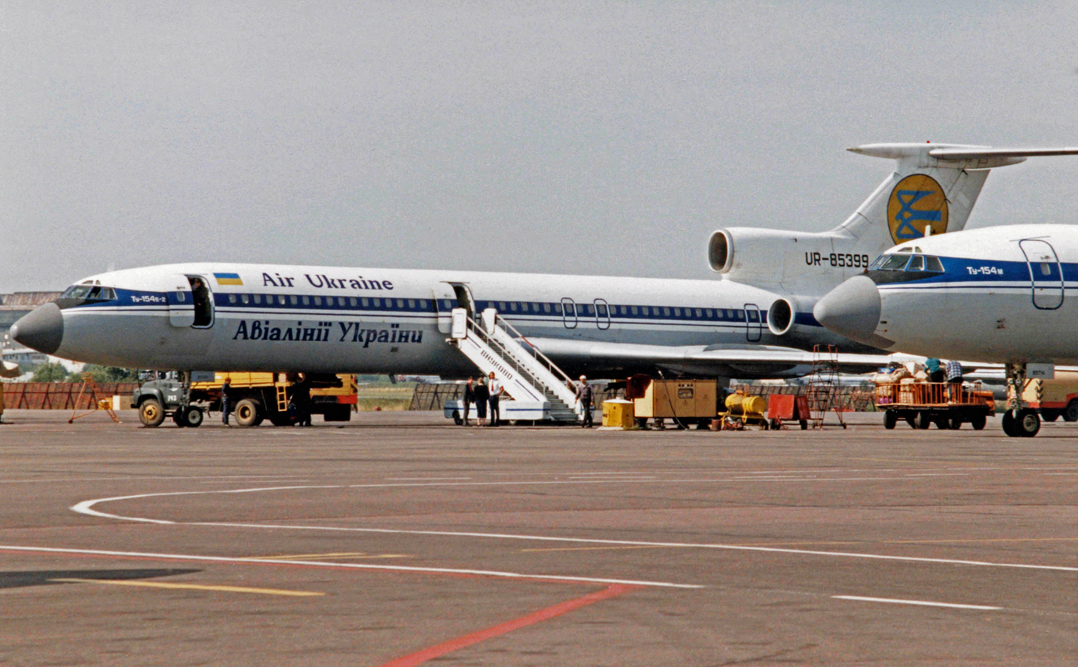
Tupolev Tu-154 de Air Ukraine à Moscou en 1994.

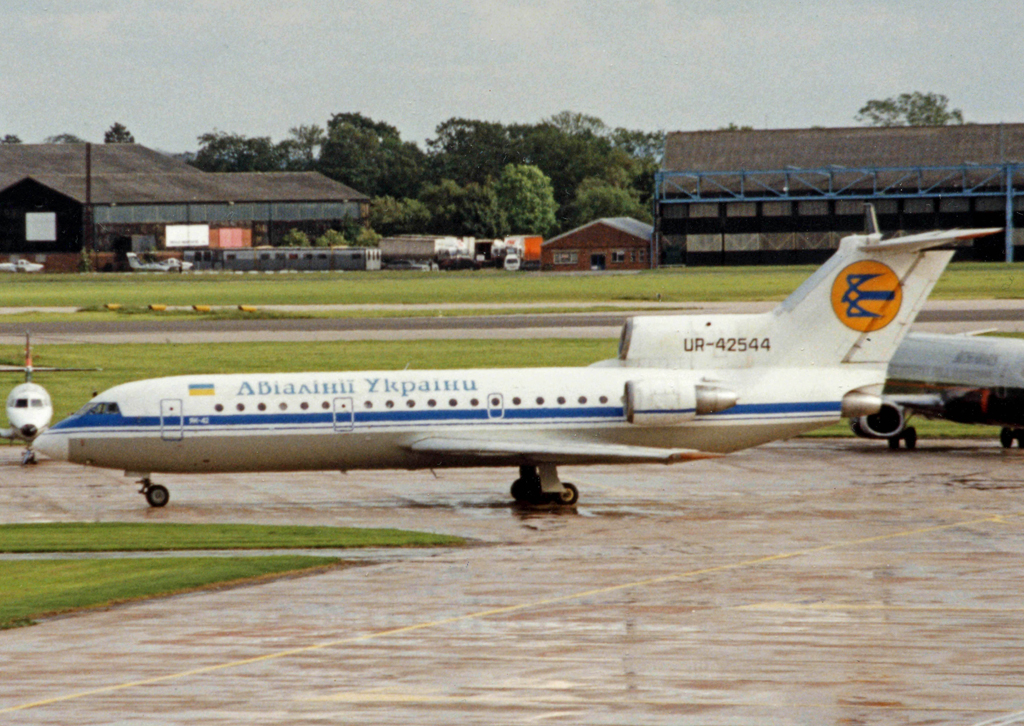
Yakovlev Yak-42 de Air Ukraine à Manchester en 1993.

En décembre 2002, la flotte de Air Ukraine était constituée de :
- 3 Tupolev Tu-134
- 1 Tupolev Tu-154M

La flotte initiale, héritée de Aeroflot, était cependant beaucoup plus importante. Le flotte de Air Ukraine a ensuite diminué du fait des retraits de service des appareils, ou de leur vente à d'autres compagnies, afin de faire face à la surcapacité et aux problèmes financiers de la compagnie.
En 1993, la flotte était la suivante : 
- 50 An-24
- 17 An-26
- 9 An-30
- 3 An-32
- 1 An-72
- 1 An-124
- 2 Il-18
- 9 Il-62 (ex LOT Polish Airlines)
- 26 Tu-134
- 38 Tu-154
- 20 Yak-40
- 20 Yak-42

## Source
- (en) Cet article est partiellement ou en totalité issu de l’article de Wikipédia en anglais intitulé « Air Ukraine » (voir la liste des auteurs).